# Anton Kowalczyk
 (février 2022).
Anton Kowalczyk est un frère religieux canadien d'origine polonaise né à Dzierzanow en Pologne en 1866 et mort à Edmonton en 1947.

## Une vocation contrariée
Devenu moine des oblats de Marie très jeune[Quand ?], il exerce pendant longtemps le métier de forgeron dans une communauté en Allemagne[Laquelle ?]. Il perd son bras dans la scierie de long de la communauté, ce qui lui vaut le surnom de « forgeron de Dieu » en raison de sa grande piété et du métier qu'il a exercé auparavant.

## Le Canada
À la suite de son accident, il part en Alberta, au Canada, alors encore colonie britannique , pour évangéliser les Indiens et les métis. Il devient ensuite concierge au lycée d'Edmonton de 1911 à la fin de sa vie, en 1947.

## Sa spiritualité
Selon sa spiritualité, le travail n'est pas uniquement un moyen de gagner sa vie honnêtement mais aussi et surtout de gagner le ciel[pas clair], dans la mesure où il regrette le matérialisme. Aux ouvriers allemands de la sidérurgie de la Ruhr où il exerça le métier de forgeron, il répondit aux incantations jugées blasphématoires des ouvriers par des supplications à Jésus.

## Reconnu Vénérable
Il est reconnu vénérable par le pape François en 2015 après une procédure de canonisation.